# Bratislava II
El distrito de Bratislava II (en eslovaco Okres Bratislava II) es una unidad administrativa (okres) de Eslovaquia Oriental, situado en la región de Bratislava, con 108.139 habitantes (en 2001) y una superficie de 92 km². 
Comprende los siguientes barrios de Bratislava:
- Ružinov
- Vrakuňa
- Podunajské Biskupice

Al oeste y al norte limita con los distritos de Bratislava I, Bratislava III y Bratislava V así como al este y al sur con el distrito de Senec.

## Demografía
| Año        | 1994    | 2004    | 2014    | 2024     |
| ---------- | ------- | ------- | ------- | -------- |
| Población  | 113 100 | 108 316 | 112 054 | 126 649  |
| Diferencia |         | −4,22 % | +3,45 % | +13,02 % |

| Año        | 2023    | 2024    |
| ---------- | ------- | ------- |
| Población  | 125 980 | 126 649 |
| Diferencia |         | +0,53 % |